# The Fliptones
The Fliptones é uma dupla de produtores musicais e compositores estadunidenses, formado por Chaz William Mishan e David Delazyn. Ambos nascem e crescem em Miami, mas atualmente vivem em Los Angeles.

## Discografia de produção
- Samantha Jade (NINE)
  - "Born to Be Alive"
- iKON (Welcome Back)
  - "M.U.P" (솔직하게; Soljighage)"
- G-Dragon & Taeyang (Single)
  - "Good Boy"
- Justice Crew (Live by the Words)
  - "Ride Until the Sun"
- Jake Miller (Lion Heart)
  - "Ghost"
- WINNER
  - "Love is a Lie" [1]
  - "Smile Again"
- Taeyang featuring G-Dragon
  - "Stay With Me" [1]
- Jessica Mauboy – Beautiful (2013)
  - "Beautiful"
  - "Kiss Me Hello"
- Jake Miller (Us Against Them)
  - "Collide"
  - "High Life"
  - "Homeless"
  - "My Couch"
  - "A Million Lives"
  - "Hollywood"
  - "Suitcase" (Target bonus CD)
- Jason Derülo
  - "Don't Wanna Go Home" [2]
  - "Make It Up As We Go
  - "I'm Givin Up
  - "X
  - "Overdose
  - "Edge of the World
  - "Give it to Me
- JRandall featuring T-Pain
  - "Can't Sleep"
- Jake Miller
  - "What I Wouldn't Give"
  - "I'm Alright"
  - "Runnin'"
- Game (rapper) feat. Lil Wayne (Compositores)
  - "My Life"
- Ice Cube
  - "Hey"
  - "Nothin Like L.A."
- Rich Boy
  - "Belly Dancer"
- Black Dada
  - "Amazing"
- R. L. Huggar feat. Young Joc
  - "We in the Club"
- Ice Cube
  - "Raiders Nation- Oakland Raiders Theme song"
- Britney Spears feat. Lil Wayne
  - "BAD GIRL"
- Redd Eyezz - (Upcoming album on Asylum)
  - "Bling Blaw feat. Lil Wayne & Birdman"
- Stat Quo - Consistent Music
  - "Danger" feat Jason Derulo
- Donnie Klang - Just a Rolling Stone [3]
  - "The Rain"
  - "Spank Me"
  - "Celebrity Love"
- Jason Derulo -
  - "Algebra"
- Birdman - Five Star Stunna (2007)[4]
  - "Make Way feat. Fat Joe and Lil Wayne"
  - "So Tired feat. Lil Wayne"[5]
  - "Bossy feat. Jason Derulo"
- Flo Rida - Mr. Birthday Man [6]
  - "Drop Top Chevy"
- Santana - Ultimate Santana (2007)
  - "This Boy's Fire"[7] feat. Jennifer Lopez and Baby Bash
- Alyssa Shouse -
  - Overnight Celebrity